# GSTM1
GSTM1 (англ. Glutathione S-transferase mu 1) – білок, який кодується однойменним геном, розташованим у людей на короткому плечі 1-ї хромосоми.  Довжина поліпептидного ланцюга білка становить 218 амінокислот, а молекулярна маса — 25 712.
| 10         |  | 20         |  | 30         |  | 40         |  | 50         |
| ---------- |  | ---------- |  | ---------- |  | ---------- |  | ---------- |
| MPMILGYWDI |  | RGLAHAIRLL |  | LEYTDSSYEE |  | KKYTMGDAPD |  | YDRSQWLNEK |
| FKLGLDFPNL |  | PYLIDGAHKI |  | TQSNAILCYI |  | ARKHNLCGET |  | EEEKIRVDIL |
| ENQTMDNHMQ |  | LGMICYNPEF |  | EKLKPKYLEE |  | LPEKLKLYSE |  | FLGKRPWFAG |
| NKITFVDFLV |  | YDVLDLHRIF |  | EPKCLDAFPN |  | LKDFISRFEG |  | LEKISAYMKS |
| SRFLPRPVFS |  | KMAVWGNK   |  |            |  |            |  |            |

A: Аланін

C: Цистеїн

D: Аспарагінова кислота

E: Глутамінова кислота

F: Фенілаланін

G: Гліцин

H: Гістидин

I: Ізолейцин

K: Лізин

L: Лейцин

M: Метіонін

N: Аспарагін

P: Пролін

Q: Глутамін

R: Аргінін

S: Серин

T: Треонін

V: Валін

W: Триптофан

Кодований геном білок за функціями належить до трансфераз, фосфопротеїнів. 
Задіяний у такому біологічному процесі як поліморфізм. 
Локалізований у цитоплазмі.